# Sidercomit
Sidercomit - Siderurgica Commerciale Italiana S.p.A. era una azienda italiana che operava nel settore della siderurgia, con lo scopo di sostituire le importazioni nazionali di materiale siderurgico con prodotti del gruppo Finsider e per venderne i lavorati finali. Era parte del gruppo IRI-Finsider.

## Storia
Nasce il 17 febbraio 1947 come Sicom - Società Interessenze Commerciali Minerarie S.p.A.. Il 30 giugno 1949 con la fusione tra Siderurgica Commerciale, Ferrotaie - Società Italiana per Materiali Siderurgici e Ferroviari e Società Commerciale Ferro e Metalli si trasforma in Sidercomit. L'8 settembre 1993 viene ceduta a ILVA Distribuzione Italia fusa nel 1996 in ILVA Laminati Piani.